# Emolijens
Emolijensi ili ovlaživači su kompleksne smeše hemijskih agenasa koje su specifično dizajnirane da daju spoljašnjim slojevima kože (epidermis) mekoću i savitljivost. Oni povećavaju hidraciju kože (sadržaj vode) smanjivanjem isparavanja. Prirodni kožni lipidi i steroli, kao i veštačka i prirodna ulja, humektanti, emolijenti, maziva i tako dalje, mogu da budu sastojak komercijalnih omekšivača kože. Oni su obično dostupni kao proizvodi za kozmetičku i terapeutsku primenu.

## Podela po ukazavanju
Emolijensi štite i tretiraju suvu i osetljivu kožu, poboljšavaju ton i teksturu kože, i maskiraju nesavršenosti.